# Comuna de Stary Dzierzgoń
Stary Dzierzgoń (polaco: Gmina Stary Dzierzgoń) é uma gminy (comuna) na Polónia, na voivodia de Pomerânia e no condado de Sztumski. A sede do condado é a cidade de Stary Dzierzgoń.
De acordo com os censos de 2004, a comuna tem 4087 habitantes, com uma densidade 22 hab/km².

## Área
Estende-se por uma área de 185,82 km², incluindo:
- área agricola: 68%
- área florestal: 23%

## Demografia
Dados de 30 de Junho 2004:
|                      | Total   | Total | Mulheres | Mulheres | Homens  | Homens |
| -------------------- | ------- | ----- | -------- | -------- | ------- | ------ |
|                      | pessoas | %     | pessoas  | %        | pessoas | %      |
| População            | 4087    | 100   | 2057     | 50,3     | 2030    | 49,7   |
| Densidade (pop./km²) | 22      | 100   | 11,1     | 11,1     | 10,9    | 10,9   |

De acordo com dados de 2005, o rendimento médio per capita ascendia a 1740,73 zł.